# Szymon Bobrowski
Szymon Bobrowski (ur. 16 maja 1972 w Koninie) – polski aktor teatralny i filmowy.

## Życiorys
Zadebiutował w 1994 roku w „Małym księciu” na scenie Teatru Studyjnego'83 w Łodzi. W 1995 roku ukończył studia na Wydziale Aktorskim Państwowej Wyższej Szkoły Filmowej, Telewizyjnej i Teatralnej im. Leona Schillera w Łodzi z nagrodą Festiwalu Szkół Teatralnych. Po studiach zadebiutował główną rolą Trieplewa w spektaklu Czajka Antoniego Czechowa w reżyserii Eugeniusza Korina. Później w teatrze współpracował m.in. z Krzysztofem Warlikowskim, Barbarą Sass, Juliuszem Machulskim i Zbigniewem Zapasiewiczem. W latach 2000–2008 związany był z warszawskim Teatrem Powszechnym, gdzie partnerował m.in. Krystynie Jandzie czy Januszowi Gajosowi. Stworzył wiele ról w Teatrze Telewizji i Teatrze Polskiego Radia, w tym w Juliuszu Cezarze Jana Englerta, spektaklu nagrodzonym Grand Prix na Festiwalu Teatru Polskiego Radia i Teatru Telewizji Polskiej „Dwa Teatry” w Sopocie.
Na dużym ekranie debiutował w 1995 roku w filmie Kamień na kamieniu, później zagrał m.in. w filmach: Życie jako śmiertelna choroba przenoszona drogą płciową Krzysztofa Zanussiego, Samotność w sieci Witolda Adamka, Róża Wojciecha Smarzowskiego i Powidoki Andrzeja Wajdy. Szerokiej publiczności znany jest z seriali TVN – Magda M., gdzie zagrał prawnika Bartka Malickiego, Odwróceni, z roli gangstera Skalpela, Lekarze, w którym wcielił się w postać ginekologa Piotra Wanata oraz z roli policjanta Marcela Jaworskiego w pierwszej serii Twarzą w twarz Patryka Vegi.
W 2012 roku odcisnął dłoń w Alei Gwiazd w Międzyzdrojach.

### Życie prywatne
Ma żonę Aleksandrę i troje dzieci – Antoninę, Michalinę i Ignacego.

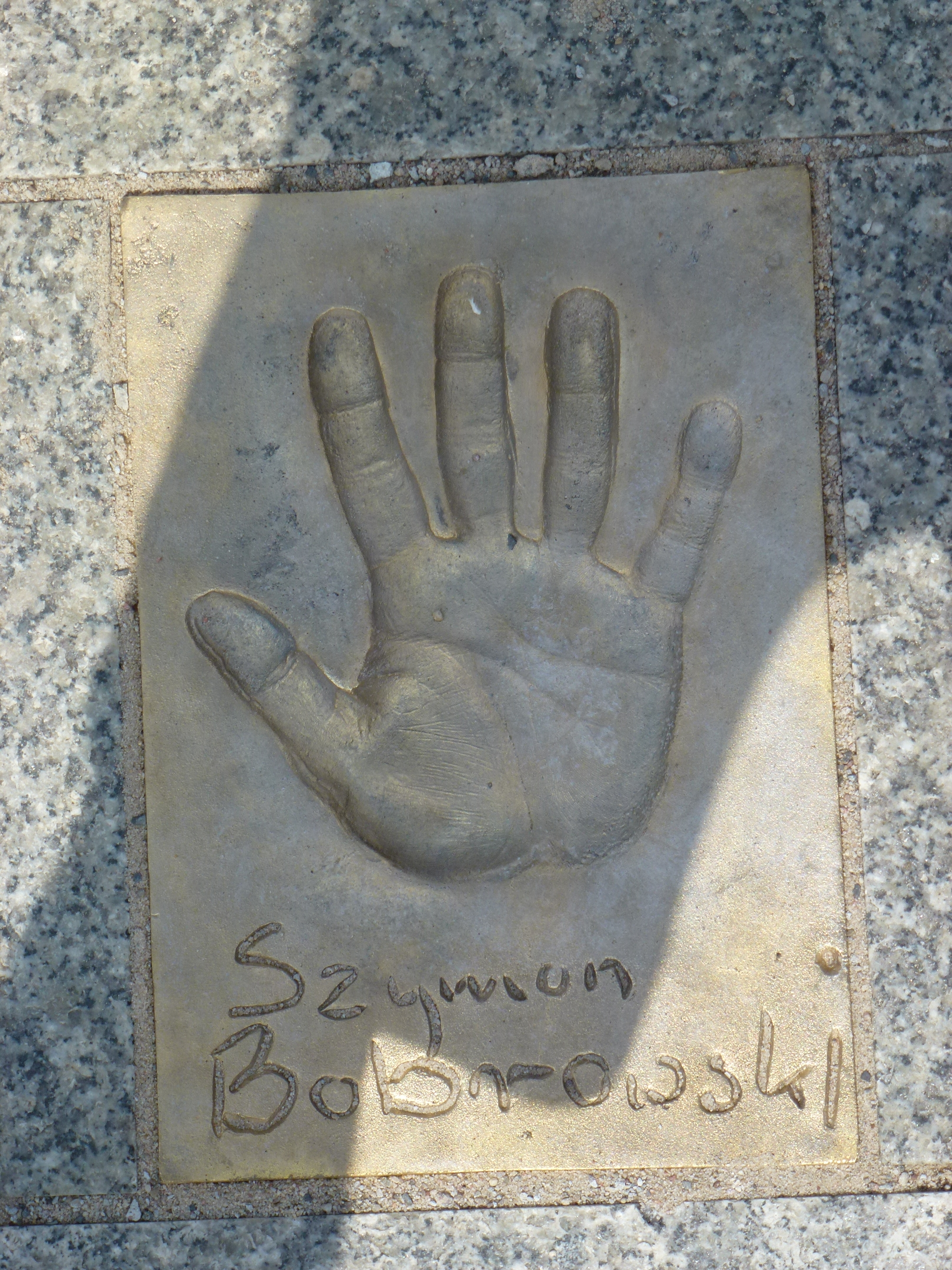
Odcisk dłoni aktora w Promenadzie Gwiazd w Międzyzdrojach

## Filmografia

### Film
| 1995 | Kamień na kamieniu, reż. Ryszard Ber                                            | Rysiek                         |
| 1998 | Demony wojny według Goi, reż. Władysław Pasikowski                              | Jacek Boruń „Bor”              |
| 1999 | Prawo ojca, reż. Marek Kondrat                                                  | Juras                          |
| 1999 | Ostatnia misja, reż. Wojciech Wójcik                                            | bankowiec                      |
| 1999 | Operacja „Koza”, reż. Konrad Szołajski                                          | Henryk, kochanek Anny          |
| 2000 | Życie jako śmiertelna choroba przenoszona drogą płciową, reż. Krzysztof Zanussi | Karol, obecny mąż Anny         |
| 2000 | Strefa ciszy, reż. Krzysztof Lang                                               | Sławek, mąż Izy                |
| 2000 | Pierwszy milion, reż. Waldemar Dziki                                            | Tomasz Frycz „Frik”            |
| 2001 | Where Eskimos Live, reż. Tomasz Wiszniewski                                     | lekarz                         |
| 2002 | Suplement, reż. Krzysztof Zanussi                                               | Karol                          |
| 2005 | Karol. Człowiek, który został papieżem, reż. Giacomo Battiato                   | Kapitan Macke, adiutant Franka |
| 2006 | Samotność w sieci, reż. Witold Adamek                                           | Marek, mąż Ewy                 |
| 2007 | Świadek koronny, reż. Jarosław Sypniewski                                       | Władysław Różycki „Skalpel”    |
| 2007 | Hania, reż. Janusz Kamiński                                                     | Marcel Korczyński              |
| 2008 | Serce na dłoni, reż. Krzysztof Zanussi                                          | Angelo                         |
| 2008 | Niezawodny system, reż. Izabela Szylko                                          | Julian                         |
| 2009 | Złoty środek, reż. Olaf Lubaszenko                                              | Tomasz Łopian                  |
| 2011 | Róża, reż. Wojciech Smarzowski                                                  | Kazik                          |
| 2012 | Bokser, reż. Tomasz Blachnicki                                                  | Przemek                        |
| 2017 | PolandJa, reż. Cyprian T. Olencki                                               | Szymon Bobrowicki              |
| 2017 | Powidoki, reż. Andrzej Wajda                                                    | Włodzimierz Sokorski           |
| 2021 | Bartkowiak, reż. Daniel Markowicz                                               | Paweł Sozoniuk                 |
| 2021 | Furioza                                                                         | "Mrówka"                       |

### Serial
| 1997      | Sława i chwała, reż. Kazimierz Kutz                            | powstaniec                             |
| 1997      | Dom, reż. Jan Łomnicki, Marcin Łomnicki                        | robotnik w FSO                         |
| 1998      | Ekstradycja 3, reż. Wojciech Wójcik                            | analityk policyjny                     |
| 1999      | Pierwszy milion, reż. Waldemar Dziki, Tomasz Wiszniewski       | Tomasz Frycz „Frik”                    |
| 2000      | Twarze i maski, reż. Feliks Falk                               | Jakub Opalski                          |
| 2000–2001 | Miasteczko, reż. Marek Brodzki, Tomasz Hynek, Maciej Wojtyszko | Tomek Tarnawski                        |
| 2003      | Zaginiona, reż. Andrzej Kostenko                               | John van Borden                        |
| 2003      | Tak czy nie?, reż. Ryszard Bugajski                            | Tomasz Rutkowski                       |
| 2003–2005 | Na dobre i na złe                                              | psycholog Hubert Koziński              |
| 2003      | Męskie-żeńskie, reż. Krystyna Janda                            | Marek, chłopak Hani                    |
| 2005–2007 | Magda M., reż. Jacek Borcuch, Maciej Dejczer, Krzysztof Lang   | Bartek Malicki, wspólnik Waligóry      |
| 2006      | Samotność w sieci, reż. Witold Adamek                          | Marek, mąż Ewy                         |
| 2006      | Oficerowie, reż. Maciej Dejczer                                | Bohdan „Bodo”                          |
| 2007      | Twarzą w twarz, reż. Patryk Vega                               | komisarz Marcel Jaworski               |
| 2007      | Odwróceni                                                      | Władysław Różycki „Skalpel” (odc. 1-8) |
| 2010      | Nowa, reż. Tomasz Szafrański                                   | inspektor Andrzej Radwan               |
| 2010      | Klub szalonych dziewic, reż. Robert Wichrowski, Kinga Lewińska | Marek Borkowski                        |
| 2011      | Instynkt, reż. Patryk Vega                                     | podkomisarz Krzysztof Tarkowski        |
| 2012      | Prawo Agaty                                                    | doktor Robert Woliński                 |
| 2012      | Krew z krwi, reż. Xawery Żuławski                              | Bronek, człowiek Antona                |
| 2012–2014 | Lekarze                                                        | ginekolog Piotr Wanat                  |
| 2013      | Lekarze po godzinach, reż. Julia Kolberger                     | Piotr Wanat                            |
| 2014      | Lekarze nocą, reż. Julia Kolberger, Krzysztof Szot             | Piotr Wanat                            |
| 2014–2015 | Krew z krwi 2, reż. Jan Komasa, Kasia Adamik                   | Bronek, człowiek Rosiaka               |
| od 2018   | Chyłka, reż. Łukasz Palkowski                                  | Artur Żelazny                          |
| 2021      | Pajęczyna, reż. Łukasz Jaworski                                | Włodzimierz Węgorzewski                |

### Dubbing
- 1998: Czternaście bajek z Królestwa Lailonii Leszka Kołakowskiego (odc. 2)
- 2003: Mój brat niedźwiedź – Denahi
- 2006: Stefan Malutki – Sebastian
- 2015: Ant-Man – Darren Cross / Yellowjacket

## Teatr
| 1994 | Mały książę, reż. Andrzej Mellin Teatr Studyjny im. Juliusza Tuwima, Łódź                              | Geograf/Zwrotniczy |
| 1995 | Kosmos, reż. Waldemar Śmigasiewicz Teatr im. Jana Kochanowskiego, Radom                                | Fuks               |
| 1996 | Czajka, reż. Eugeniusz Korin Teatr Nowy, Poznań                                                        | Trieplew           |
|      | Nie-Boska komedia, reż. Krzysztof Babicki Teatr Nowy, Poznań                                           | Leonard            |
| 1997 | Zimowa opowieść, reż. Krzysztof Warlikowski Teatr Nowy, Poznań                                         | Floryzel           |
|      | Alepjskie zorze, reż. Piotr Chołodziński Teatr Nowy, Poznań                                            | Chłopak            |
| 1999 | Królowa piękności, reż. Barbara Sass Teatr im. Stefana Jaracza, Łódź                                   | Pato Dooley        |
| 2000 | Swidrygajłow, reż. Andrzej Domalik Teatr Powszechny im. Zygmunta Hübnera, Warszawa                     | Raskolnikow        |
| 2001 | Zdaniem Anny, reż. Mariusz Grzegorzek Teatr Powszechny im. Zygmunta Hübnera, Warszawa                  | Dominic Thyge      |
|      | Nad złotym stawem, reż. Zbigniew Zapasiewicz Teatr Powszechny im. Zygmunta Hübnera, Warszawa           | Bill Ray           |
| 2002 | Kto się boi Virginii Woolf?, reż. Władysław Pasikowski Teatr Powszechny im. Zygmunta Hübnera, Warszawa | Nick               |
| 2003 | Czego nie widać, reż. Juliusz Machulski Teatr Powszechny im. Zygmunta Hübnera, Warszawa                | Lloyd Dallas       |
| 2004 | Glengarry Glen Ross, reż. Tadeusz Bradecki Teatr Powszechny im. Zygmunta Hübnera, Warszawa             | John Williamson    |
|      | Letnicy, reż. Grzegorz Wiśniewski Teatr Powszechny im. Zygmunta Hübnera, Warszawa                      | Sergiusz Basow     |
| 2005 | Tajemna ekstaza, reż. Michał Kotański Teatr Powszechny im. Zygmunta Hübnera, Warszawa                  | Tom                |
|      | Dotyk, reż. Małgorzata Bogajewska Teatr Powszechny im. Zygmunta Hübnera, Warszawa                      | –                  |
| 2008 | Językami mówić będą, reż. Małgorzata Bogajewska Teatr Powszechny im. Zygmunta Hübnera, Warszawa        | John               |
| 2009 | Boeing, Boeing, reż. Gabriel Gietzky Teatr Studio Buffo, Warszawa                                      | Maks               |
| 2012 | Histerie miłosne, reż. Piotr Jędrzejas Teatr Studio Buffo, Warszawa                                    | –                  |
| 2012 | Księżyc i magnolie, reż. Agnieszka Lipiec-Wróblewska Krakowski Teatr Scena STU                         | Ben Hecht          |
| 2014 | Imię, reż. Grzegorz Chrapkiewicz (spektakl impresaryjny)                                               | Pierre             |
| 2016 | Miłość w Saybrook, reż. Eugeniusz Korin Teatr 6.piętro, Warszawa                                       | Hal                |

Teatr Telewizji
| 1996 | Madame Moliere (Molierówna), reż. Waldemar Śmigasiewicz | Młody aktor                  |
| 1998 | Biała dama, reż. Natalia Koryncka-Gruz                  | Martin                       |
| 2000 | Wojna kreskówek, reż. Jarosław Żamojda                  | Psycholog                    |
|      | Skowronek, reż. Krzysztof Zanussi                       | Promotor                     |
| 2003 | Niuz, reż. Ryszard Bugajski                             | Wydawca                      |
|      | Sesja kastingowa, reż. Krzysztof Zanussi                | –                            |
|      | Edward II, reż. Maciej Prus                             | Kent                         |
|      | Zdaniem Amy, reż. Mariusz Grzegorzek                    | Dominic                      |
| 2004 | Wampir, reż. Maciej Dejczer                             | Manfred Latocha              |
| 2006 | Tajny agent, reż. Krzysztof Zaleski                     | Vladimir                     |
|      | Juliusz Cezar, reż. Jan Englert                         | Oktawiusz Cezar              |
|      | Nad Złotym Stawem, reż. Zbigniew Zapasiewicz            | Bill Ray                     |
| 2007 | Jeden dzień, reż. Andrzej Barański                      | Freddie                      |
| 2008 | Willa szczęścia, reż. Jacek Gąsiorowski                 | Podpułkownik Zygmunt Berling |
| 2009 | Wróg ludu, reż. Piotr Trzaskalski                       | Hovstad                      |

Teatr Polskiego Radia
| 2001 | Artur Rubinstein. Pamiętniki muzyczne, reż. Andrzej Piszczatowski | –           |
| 2011 | Pan Muchol, reż. Stefan Szlachtycz                                | Andreas     |
| 2014 | Bitwa nad jeziorem Smęt. Rekonstrukcja, reż. Waldemar Modestowicz | Tomek Borek |
| 2016 | Pif-paf, reż. Waldemar Modestowicz                                | Bolek       |

## Nagrody i wyróżnienia
- 2002 Nominacja do Nagrody Telekamery Teletygodnia dla Najlepszego Aktora
- 2009 Nominacja do Nagrody „Złota Kaczka” miesięcznika Film za najlepszą rolę męską w sezonie 2008/2009 za film Złoty środek, reż. Olaf Lubaszenko
- 2012 Nominacja do Nagrody „Złota Kaczka” miesięcznika Film za najlepszą rolę męską w filmie Róża, reż. Wojciech Smarzowski
- 2014 Nominacja do Nagrody Telekamery Teletygodnia dla Najlepszego Aktora[2]